# Đức Bình
Đức Bình là một xã thuộc huyện Tánh Linh, tỉnh Bình Thuận, Việt Nam.
Xã Đức Bình có diện tích 78,56 km², dân số năm 1999 là 6799 người, mật độ dân số đạt 87 người/km².